# Oswald Veblen
Oswald Veblen (24.6.1880 – 10.8.1960) là nhà toán học, hình học và tô pô người Mỹ. Công trình nghiên cứu của ông được áp dụng trong Vật lý nguyên tử và thuyết tương đối. Ông đã chứng minh định lý đường cong Jordan năm 1905.

## Cuộc đời
Veblen sinh tại Decorah, Iowa. Ông học trung tiểu học ở thành phố Iowa, sau đó vào học ở đại học Iowa và đậu bằng cử nhân năm 1898. Tiếp theo, ông lại vào học ở Đại học Harvard và đậu bằng cử nhân thứ hai năm 1900. Ông học tiếp toán học ở Đại học Chicago và đậu bằng tiến sĩ năm 1903 với luận án mang tên 'A System of Axioms for Geometry', được viết dưới sự giám sát của E. H. Moore.
Veblen dạy toán học ở Đại học Princeton từ năm 1905 tới 1932. Năm 1926, ông được bổ nhiệm làm giáo sư toán học. Năm 1932, ông đã giúp việc thành lập Institute for Advanced Study tại Princeton, từ chức giáo sư ở Đại học Princeton và trở thành giáo sư đầu tiên ở Viện này trong cùng năm. Ông giữ chức giáo sư ở Viện này cho tới khi nghỉ hưu làm giáo sư danh dự năm 1950.
Veblen qua đời ở Brooklin, Maine năm 1960 thọ 80 tuổi. Sau khi ông qua đời, Hội Toán học Hoa Kỳ đã lập ra một giải thưởng mang tên ông là Giải Hình học Oswald Veblen. Giải này được trao mỗi 3 năm, và là giải có uy tín nhất nhìn nhận các nghiên cứu xuất sắc trong Hình học.

## Thành tựu
Veblen có các đóng góp quan trọng trong môn Tô pô, hình học xạ ảnh và hình học vi phân, kể cả các kết quả quan trọng trong Vật lý hiện đại. Ông đưa ra các hàm Veblen của số thứ tự và sử dụng việc phát triển chúng để định rõ các số thứ tự Veblen rộng và hẹp. Ông cũng tham gia vào việc giám sát việc sản xuất máy tính điện tử kỹ thuật số tiên phong ENIAC (Electronic Numerical Integrator And Computer) trong Chiến tranh thế giới thứ hai. Ông cũng xuất bản bài khảo cứu về Định lý bốn màu năm 1912.

## Gia đình
Người chú của Veblen là Thorstein Veblen, một nhà kinh tế học và xã hội học nổi tiếng.

## Tác phẩm của O. Veblen
- Projective geometry with John Wesley Young (Ginn and co., 1910-1918)
- Introduction to infinitesimal analysis; functions of one real variable with N. J. Lennes (John Wiley & Sons, 1907)